# Mosselkotter
Een mosselkotter is een schip waarmee mosselen worden gevangen.
Mosselkotters hebben een lengte die uiteenloopt van 30 tot 40 meter. De grootste vaartuigen hebben zelfs een lengte van 45 meter met een breedte van tien meter. Door hun geringe diepgang kunnen deze vaartuigen gemakkelijk de percelen op het relatief ondiepe wad bereiken.
De vloot van Yerseke telt ruim dertig moderne mosselkotters, gevolgd door Bruinisse met ruim twintig vaartuigen. Verder staan er mosselkotters ingeschreven in Zierikzee, Tholen, Hontenisse en Wieringen. De meest recent gebouwde mosselkotters zijn allemaal uitgerust met geavanceerde apparatuur en installaties om de mosselen te vangen, te spoelen en op te slaan. Ook kunnen de kotters mosselen lossen op de eigen percelen, of op de verwaterpercelen, nadat de partij is geveild op de Mosselveiling.

## De mosselkor
De mosselkor wordt gebruikt om de mosselen van de percelen te vissen. Hij is door de eeuwen heen onveranderd gebleven. Een mosselkotter is uitgerust met vier korren. Elke kor bestaat uit een stalen frame van 1,90 m breed met daarin een ondiep net. Een stang aan de onderkant zorgt ervoor dat de kor niet gaat drijven.

## Nummers
Een mosselkotter is herkenbaar aan zijn registratienummer op de boeg en een combinatie van letters. Hieruit kan worden afgeleid wat de thuishaven is van het schip. De nummers achter de lettercombinatie gaan vaak over van vader op zoon.
| YE  | Yerseke    |
| BRU | Bruinisse  |
| ZZ  | Zierikzee  |
| HON | Hontenisse |
| TH  | Tholen     |
| WR  | Wieringen  |